# بچه‌ها در جنگل
بچه‌ها در جنگل (به زبان انگلیسی: Babes in the Woods) یک فیلم کوتاه انیمیشن از مجموعه سمفونی احمقانه محصول سال ۱۹۳۲ استودیو والت دیزنی است. 
این اثر برگرفته از داستانهای عامیانه انگلیسی "بچه‌ها در جنگل" است که با تاثیر از داستان هانسل و گرتل نوشته برادران گریم ، و اضافه کردن یک دهکده به همراه موجوداتِ اِلف (ویژگی ای که در هر دو داستان وجود ندارد) روایت شده و پایان شادتری دارد.